# 타이페이의 1페이지
타이페이의 1페이지(一頁台北, Au Revoir Taipei)는 독일에서 제작된 진준림 감독의 2010년 코미디, 멜로/로맨스 영화이다. 곽채결 등이 주연으로 출연하였고 이인아 등이 제작에 참여하였다. 알려진 다른 제목은 일혈대북, 일혈태북, 오브아, 타이페이이다.

## 출연

### 주연
- 곽채결
- 요순요

### 조연
- 장효전
- 가우륜
- 고릉풍
- 증패유
- 고첩
- 진준림

## 제작진
- 미술: 황미청